# Christopher Latham
Christopher Latham (Bolton, 6 februari 1994) is een Engels baan- en wegwielrenner die anno 2018 rijdt voor ONE Pro Cycling.

## Carrière
Als junior werd Latham in 2011 tweede in de kilometertijdrit om de nationale titel op de baan, waar enkel Matthew Rotherham sneller was. Een jaar later werd hij tweede in zowel de ploegenachtervolging als de scratch op het Europese kampioenschap. In 2015 won Latham, op het Europese kampioenschap voor beloften, de ploegenachtervolging.
In 2013 was enkel Jon Mould beter op het nationale kampioenschap omnium. Een jaar later werd Latham samen met Germain Burton, Christopher Lawless en Oliver Wood, nationaal kampioen ploegenachtervolging.
Op de weg won Latham in 2015 de Beaumont Trophy, waar hij de sprint van een kleine groep won. Een jaar later won hij de massasprint in de vijfde etappe van de Olympia's Tour, waar hij Cees Bol en Jason Lowndes naar de dichtste ereplaatsen verwees.

## Baanwielrennen

### Palmares
| Jaar     | BK                            | EK                            | WK       | Overig                                 |
| Junioren | Junioren                      | Junioren                      | Junioren | Junioren                               |
| -------- | ----------------------------- | ----------------------------- | -------- | -------------------------------------- |
| 2011     | 1km                           |                               |          |                                        |
| 2012     |                               | Ploegenachtervolging, Scratch |          |                                        |
| Beloften |                               |                               |          |                                        |
| 2015     |                               | Ploegenachtervolging          |          |                                        |
| Elite    |                               |                               |          |                                        |
| 2013     | Omnium                        |                               |          |                                        |
| 2014     | Ploegenachtervolging, Scratch |                               |          |                                        |
| 2015     |                               | Afvalkoers                    |          | Oberhausen: Ploegkoers Roubaix: Omnium |
| 2016     |                               |                               |          |                                        |
| 2017     |                               |                               | Scratch  |                                        |

## Overwinningen
2014
Spiere-Helkijn
2015
Beaumont Trophy
Putte-Beerzel
Meer-Hoogstraten
2016
5e etappe Olympia's Tour
2017
East-Cleveland Klondike Grand Prix

## Ploegen
- 2015 –  Team Wiggins (vanaf 1-10)
- 2016 –  Team Wiggins
- 2017 –  Team Wiggins
- 2018 –  ONE Pro Cycling
- 2019 −  Vitus Pro Cycling
- 2020 −  Vitus Pro Cycling p/b Brother UK
- 2021 −  SwiftCarbon Pro Cycling

Baylis · Domagalski · Kelly · Latham · Liepiņš · McCormick · Oram · Richardson · Scott · Tracz · Williams